# Ferndale, Kalifornien
Ferndale är en ort i Humboldt County i delstaten Kalifornien, USA.